# Taubenturm (Treesbank House)
Der Taubenturm von Treesbank House ist ein Taubenturm nahe der schottischen Stadt Riccarton in der Council Area East Ayrshire. 1971 wurde das Bauwerk in die schottischen Denkmallisten in der höchsten Denkmalkategorie A aufgenommen.

## Beschreibung
Das aus dem Jahre 1771 stammende Backsteingebäude liegt isoliert rund einen Kilometer südwestlich von Riccarton unweit der A77. Der untere Teil des Turms weist einen oktogonalen Grundriss auf. Er schließt mit einem Gurtgesimse mit Kragsteinen ab. Darauf sitzt der runde, obere Turmteil, der mit einem schiefergedeckten Glockendach abschließt. Die Einflugöffnungen für Tauben laufen in Traufhöhe um.
Der Turm wird heute als Lagerraum genutzt. Seit 2008 ist er im schottischen Register gefährdeter denkmalgeschützter Bauwerke eingetragen. Sein Zustand wurde 2014 als schlecht bei moderater Gefährdung eingestuft. Zunächst bezog sich der Eintrag auf den Moosbewuchs an der Nordwestseite und den schlechten Zustand der Türeinfassung, die zwischenzeitlich mit einer Mauer verschlossen wurde. 2010 kam noch ein Loch in der Mauer an der Nordseite hinzu.